# Paramaechidius clypeatus
Paramaechidius clypeatus är en skalbaggsart som beskrevs av Frey 1969. Paramaechidius clypeatus ingår i släktet Paramaechidius och familjen Melolonthidae. Inga underarter finns listade i Catalogue of Life.